# Sint-Andreaskerk (Zorgvlied)
De Sint-Andreaskerk in Zorgvlied in de Nederlandse provincie Drenthe is een katholieke kerk gebouwd in 1924. Het gebouw is ontworpen door de Amsterdamse architect J.W. Bijl in een traditionalistische stijl.